# Kidukanahalli, Chiknayakanhalli
Kidukanahalli là một làng thuộc tehsil Chiknayakanhalli, huyện Tumkur, bang Karnataka, Ấn Độ.